# Iso Rautavesi
Iso Rautavesi är en sjö i Finland. Den ligger i kommunen Jämsä i landskapet Mellersta Finland, i den södra delen av landet, 210 km norr om huvudstaden Helsingfors. Iso Rautavesi ligger 100 meter över havet. Den är 12,75 meter djup. Arean är 8,43 kvadratkilometer och strandlinjen är 45,1 kilometer lång. Sjön  ingår i Kymmene älvs huvudavrinningsområde.   I omgivningarna runt Iso Rautavesi växer i huvudsak blandskog.
I övrigt finns följande i Iso Rautavesi:
- Mikkosaari (en ö)
- Jorosaari (en ö)
- Lamminsaari (en ö)
- Pieni Majasaari (en ö)
- Iso Majasaari (en ö)
- Niittusaari (en ö)
- Aidaslahdensaari (en ö)
- Retkusaaret (en ö)
- Peltosaari (en ö)
- Korkeasaari (en ö)
- Vallinsaari (en ö)
- Hoikkasaari (en ö)
- Koskisaari (en ö)
- Laakonsaari (en ö)

I övrigt finns följande vid Iso Rautavesi:
- Koijärvi (en sjö)
- Uuttana (en sjö väster om Iso Rautavesi, åtskild från denna genom två sund på var sida om ön Virransaari).